# Ingerophrynus
Ingerophrynus – rodzaj płazów bezogonowych z rodziny ropuchowatych (Bufonidae).

## Zasięg występowania
Rodzaj obejmuje gatunki występujące w południowym Junnanie i Indochinach na zachód do Mjanmy; na Półwyspie Malajskim do Sumatry, Borneo, Jawy, Nias, Celebesu i Filipin.

## Systematyka

### Etymologia
Ingerophrynus: Robert Frederick Inger (ur. 1920), amerykański herpetolog; gr. φρυνη phrunē, φρυνης phrunēs „ropucha”. 

### Podział systematyczny
Takson wyodrębniono w 2006 po dużej rewizji taksonomii płazów. 10 obecnie umieszczanych w nim gatunków należało wcześniej do rodzaju Bufo. Do rodzaju należą następujące gatunki:
- Ingerophrynus biporcatus (Gravenhorst, 1829)
- Ingerophrynus celebensis (Günther, 1859)
- Ingerophrynus claviger (Peters, 1863)
- Ingerophrynus divergens (Peters, 1871)
- Ingerophrynus galeatus (Günther, 1864)
- Ingerophrynus gollum Grismer, 2007
- Ingerophrynus kumquat (Das & Lim, 2001)
- Ingerophrynus ledongensis (Fei, Ye & Huang, 2009)
- Ingerophrynus macrotis (Boulenger, 1887)
- Ingerophrynus parvus (Boulenger, 1887)
- Ingerophrynus philippinicus (Boulenger, 1887)
- Ingerophrynus quadriporcatus (Boulenger, 1887)